# Domingos Gonçalves
Domingos André Maciel Gonçalves (Barcelos, 13 de fevereiro de 1989) é um ciclista português da equipa Caja Rural - Seguros RGA. O seu irmão, José, também é um ciclista profissional.
A 12 de dezembro de 2019, foi suspenso provisoriamente por "uso de métodos e/ou substâncias proibidas", segundo a lista de suspensões da União Ciclista Internacional.

## Principais resultados
2010
1º Grande Prémio de Mortágua
2011
2º U23 Campeonato Nacional de Estrada
3º Geral da Volta a Portugal do Futuro
2013
1º Etapa 2 Volta a Portugal do Futuro
2ª Campeonato Nacional de Contrarrelógio
2014
4º Tour de Almaty
8º Tour du Finistère
2017
1º  Ciclismo Contrarrelógio, Campeonato Nacional de Estrada
2018
1º Clássica da Primavera

1º  Ciclismo Contrarrelógio, Campeonato Nacional de Estrada